# Список кардиналов, возведённых папой римским Николаем III

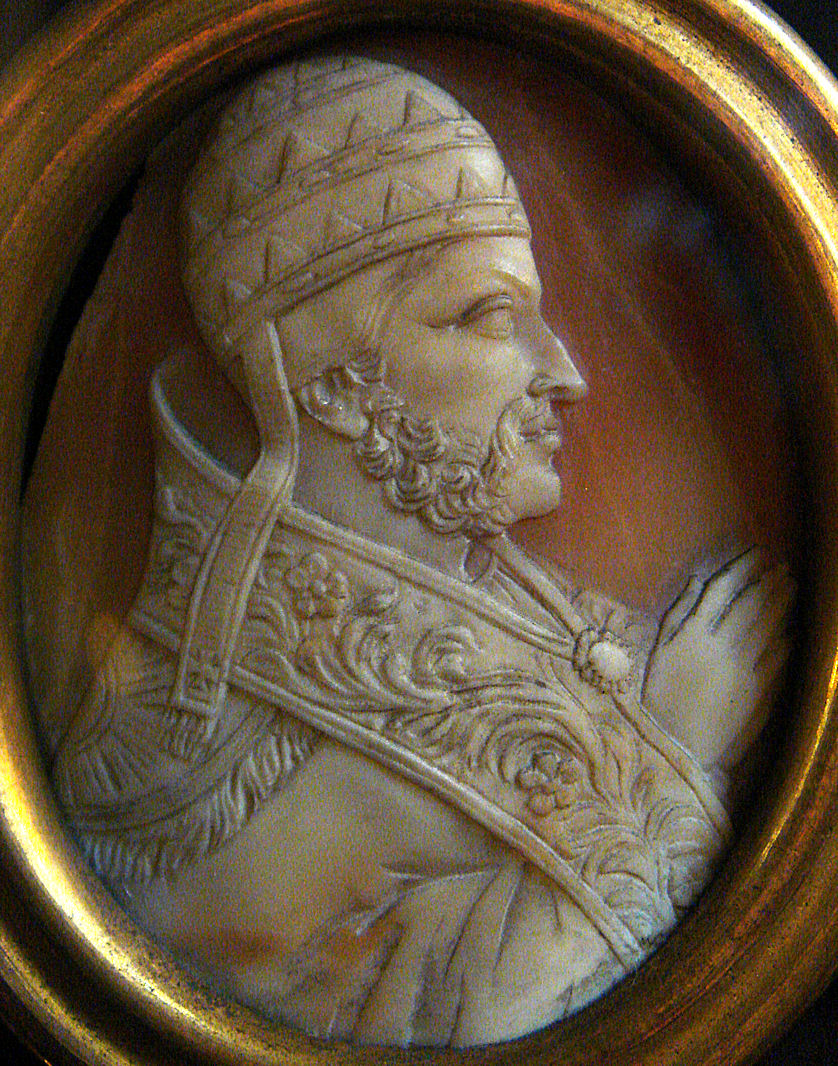
Папа Николай III

Кардиналы, возведённые Папой римским Николаем III — 9 прелатов, клириков и мирян были возведены в сан кардинала на одной Консистории за более чем двухлетний с половиной понтификат Николая III.

## Консистория от 12 марта 1278 года
- Латино Малабранка Орсини, O.P., магистр богословия (кардинал-епископ Остии и Веллетри) (Папская область);
- Эрар де Лессин, епископ Осера (кардинал-епископ Палестрины) (королевство Франция);
- Бентивенья де Бентивеньи, O.F.M., епископ Тоди (кардинал-епископ Альбано) (Папская область);
- Роберт Килуордби, O.P., архиепископ Кентерберийский (кардинал-епископ Порто и Санта-Руфина) (королевство Англия);
- Ордоньо Альварес, архиепископ Браги (кардинал-епископ Фраскати) (королевство Португалия);
- Джерардо Бианки, апостольский протонотарий (кардинал-священник церкви Святых XII апостолов) (Папская область);
- Джироламо Маши, O.F.M., генеральный министр своего ордена (кардинал-священник церкви Санта-Пуденциана) (Папская область);
- Джордано Орсини старший, (кардинал-дьякон с титулярной диаконией Сант-Эустакьо) (Папская область);
- Джакомо Колонна, архидиакон Пизы (кардинал-дьякон с титулярной диаконией Санта-Мария-ин-Виа-Лата) (Папская область).[1]